# راشد أحمد
راشد أحمد (مواليد 6 أغسطس 1986، لاعب كرة قدم إماراتي يجيد اللعب كحارس مرمى.

## مسيرة اللاعب
لعب مع نادي الشارقة ونادي الحمرية.

## روابط خارجية
- راشد أحمد على موقع Soccerway.com (الإنجليزية)